# در شب سرد زمستانی (آلبوم)
 در شب سرد زمستانی یکی از آلبوم‌های محمد نوری است که در سبک پاپ در زمستان ۱۳۶۸ تهیه شده و دارای ۱۲ آهنگ است. این آلبوم که شامل دکلمه اشعار نیما یوشیج با صدای احمدرضا احمدی است، اولین آلبوم محمد نوری پس از انقلاب محسوب می‌شود.

## عوامل تولید
- اثری از :    محمد نوری
- خواننده دکلمه:     احمدرضا احمدی
- نوازنده:     فریبرز لاچینی
- خواننده:     محمد نوری

## قطعات
| ردیف | آهنگ                    | توضیحات                      |
| ۱    | در شب سرد زمستانی       | همراه با صدای محمد نوری      |
| ۲    | داستان زندگی من         | بخشی از شعر منظومه به شهریار |
| ۳    | قو                      |                              |
| ۴    | بر سر قایقش             |                              |
| ۵    | تو را من چشم در راهم    |                              |
| ۶    | از دور                  |                              |
| ۷    | داستانی نه تازه         |                              |
| ۸    | هنگام که گریه می‌دهد ساز | همراه با صدای محمد نوری      |
| ۹    | ری را                   |                              |
| ۱۰   | پدرم                    |                              |
| ۱۱   | خانه‌ام ابریست           |                              |
| ۱۲   | اجاق سرد                | همراه با صدای محمد نوری      |